# Нп 23 - Парко Леонардо (Рим)
Нп 23 - Парко Леонардо је насеље у Италији у округу Рим, региону Лацио.
Према процени из 2011. у насељу је живело 4196 становника. Насеље се налази на надморској висини од 3 м.